# Thecla carioca
Thecla carioca är en fjärilsart som beskrevs av Ebert 1965. Thecla carioca ingår i släktet Thecla och familjen juvelvingar. Inga underarter finns listade i Catalogue of Life.